# Prairie du Chien
Prairie du Chien ist eine Stadt (mit dem Status „City“) und Verwaltungssitz des Crawford County in Wisconsin. Die Stadt liegt am oberen Mississippi, der die Grenze zum benachbarten Bundesstaat Iowa bildet. Im Jahr 2010 hatte Prairie du Chien 5911 Einwohner.
Prairie du Chien wird als zweitälteste Stadt in Wisconsin bezeichnet. Sie wurde im späten 17. Jahrhundert von französischen Waldläufern gegründet. Die Stadt liegt in der Nähe der Mündung des Wisconsin River in den Mississippi, am Ende des Fox-Wisconsin Waterway, der die Großen Seen mit dem Mississippi verbindet.
Als die ersten französischen Entdecker in die Gegend kamen, war diese von Indianern vom Stamm der Fox besiedelt. Deren Häuptling trug den Namen Alim, dem im Französischen das Wort Chien (Deutsch: Hund) entspricht, so dass die Franzosen die Gegend Prairie du Chien (Deutsch: Prärie des Hundes) nannten. Die später entstehende Stadt wurde dann gleichfalls so genannt. Die englische Aussprache des französischsprachigen Ortsnamens lautet: „prairie doo shayn“.

## Geschichte
Die ersten Europäer, die die Umgebung des heutigen Prairie du Chien erreichten, waren die französischen Entdecker Jacques Marquette und Louis Joliet. Sie kamen mit einem Kanu am 17. Juni den Wisconsin River abwärts, um eine weitere Route zwischen Kanada und dem Mississippi zu erkunden. Bis dahin wurde vor allem die Route über den Illinois River für den Pelzhandel genutzt. Im Jahre 1685 gründete der französische Entdecker Nicolas Perrot einen Handelsposten als Teil des umfangreichen französischen Pelzhandels in diesem Gebiet. Noch heute steht in Prairie du Chien das Astor Fur Warehouse, ein wichtiges Gebäude des Pelzhandels, der bis in die Mitte des 19. Jahrhunderts für Prairie du Chien ein bedeutender Wirtschaftszweig blieb.
Als im Jahre 1763 Frankreich von Großbritannien im Franzosen- und Indianerkrieg besiegt wurde, fand danach die britische Landnahme auch am oberen Mississippi statt. Die Briten dehnten daraufhin den Pelzhandel in der Region weiter aus.
Im Amerikanischen Unabhängigkeitskrieg war die Stadt Sammelpunkt britischer Truppen und deren indianischer Verbündeter. Nach dem Frieden von Paris von 1783 kam das Gebiet an die neu gegründeten Vereinigten Staaten, aber der Einfluss der Briten war nur schwer zurückzudrängen. Erst nach dem Britisch-Amerikanischen Krieg von 1812 wurde die Stadt endgültig amerikanisch.
Nachdem die USA in Prairie du Chien zuerst zögerlich Fuß fassten, wurde im Krieg von 1812 die Notwendigkeit erkannt, einen wirksamen Flankenschutz vor britischen Attacken aus Kanada zu erlangen. So wurde 1814 das Fort Shelby errichtet. Wenig später wurde das Fort im Verlauf der Schlacht von Prairie du Chien von den Briten im Juli 1814 eingenommen. Die Briten behielten die Kontrolle über die Stadt bis 1815. Um keine weitere Invasion durch Prairie du Chien zuzulassen, errichteten die Amerikaner 1816 das Fort Crawford, in dem 1825 und 1829 die Verträge von Prairie du Chien mit den umliegenden Indianerstämmen geschlossen wurden.
Im Jahre 1829 unternahm der Armeearzt William Beaumont im Krankenhaus von Fort Crawford viele seiner berühmten Experimente am Verdauungstrakt. Beaumonts Entdeckungen sind ein wichtiger Bestandteil des heutigen Wissens über den menschlichen Verdauungsprozess.
Oberst Zachary Taylor, der später zum 12. Präsidenten der USA gewählt wurde, war während des Black-Hawk-Krieges im Jahre 1832 kommandierende Offizier von Fort Crawford. Taylor nahm die Kapitulation von Häuptling Black Hawk in Prairie du Chien entgegen. Während der gleichen Zeit war Leutnant Jefferson Davis, der spätere Präsident der Konföderierten Staaten von Amerika, in Fort Crawford stationiert. Hier lernte er Taylors Tochter Sarah Knox Taylor kennen, welche er 1835 heiratete.
Außerhalb des Forts war das Leben im frühen 19. Jahrhundert noch stark vom Pelzhandel geprägt. Die bekanntesten Händler aus Prairie du Chien waren Michel Brisbois, Joseph Rolette, Nathan Myrick und Hercules L. Dousman. Insbesondere Dousman erlangte Vorteile davon, dass er die Einnahmen aus dem Pelzhandel gewinnbringend in Landkäufe sowie in die Dampfschifffahrt und das Eisenbahnwesen investierte. Damit wurde er zum ersten Millionär von Wisconsin.
Nachdem der Pelzhandel in der Mitte des 19. Jahrhunderts zum Erliegen kam, begannen in Prairie du Chien die Landwirtschaft und das Eisenbahnwesen an Bedeutung zu gewinnen. Obwohl die Stadt schon 1857 an das Netz der Chicago, Milwaukee, St. Paul and Pacific Railroad angeschlossen wurde, kam eine große Herausforderung auf die Eisenbahn hinzu, im Zuge der wachsenden Siedlerströme auch nach Iowa zu expandieren. Dieses Problem wurde vorübergehend dadurch gelöst, dass die Eisenbahnzüge in Prairie du Chien auseinandergekoppelt wurden, die Fracht mit Fähren auf das andere Ufer des Mississippi verbracht wurde, wo es wieder einen Anschluss an das dortige Eisenbahnnetz gab. Michael Spettel und John Lawler fanden eine bessere Lösung, indem sie im Jahre 1874 eine Pontonbrücke errichteten, die den Fluss ständig überspannte. Lawler stiftete später aus seinem Eigentum zwei katholische Schulen.

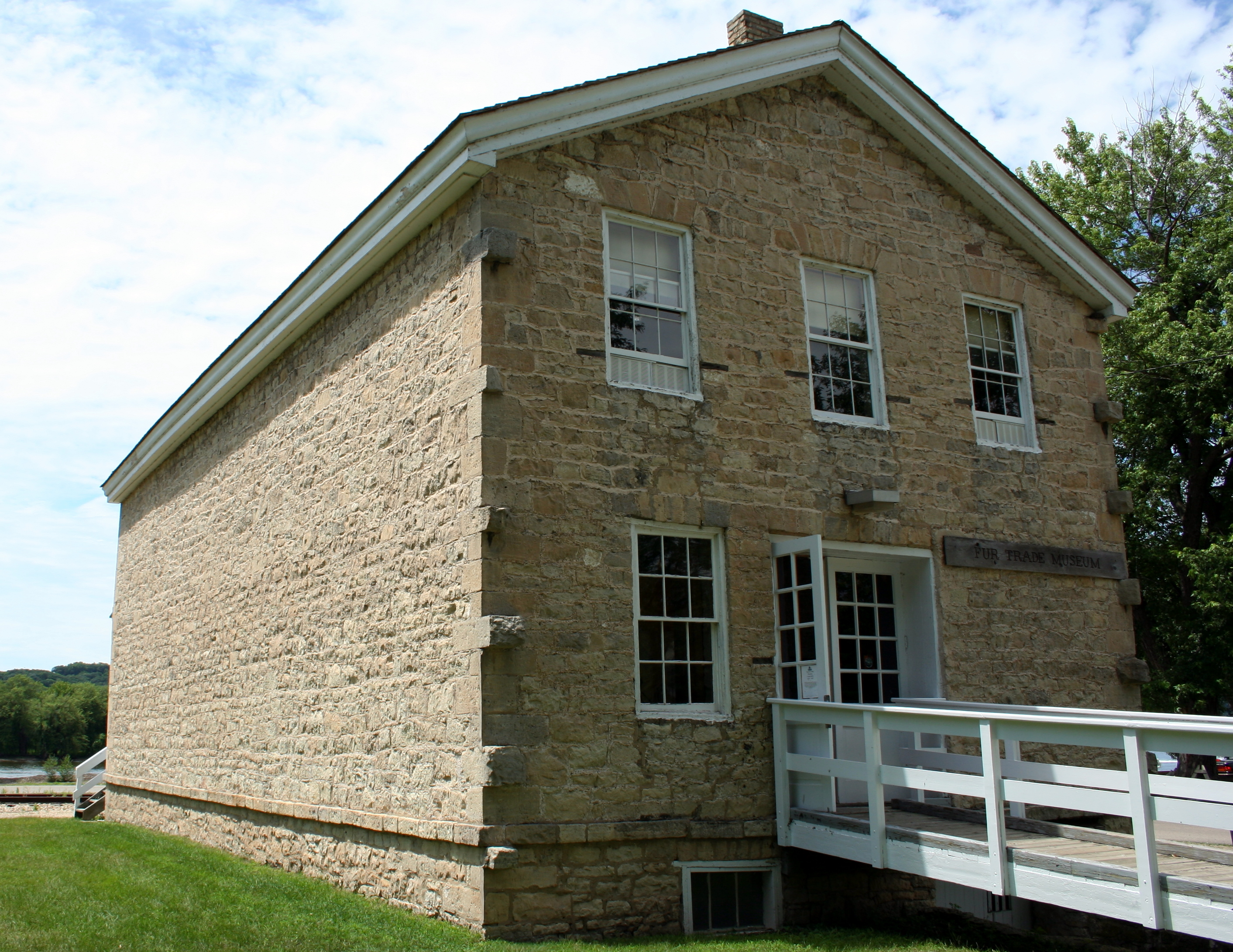
Das Astor Fur Warehouse ist seit Oktober 1960 als ein National Historic Landmark anerkannt.

19 Bauwerke und Stätten des Countys sind im National Register of Historic Places (NRHP) eingetragen (Stand 6. Mai 2020), davon haben fünf Objekte den Status eines National Historic Landmarks: das Astor Fur Warehouse, das Brisbois House, das Dousman Hotel, das Fort Crawford Military Hospital und die Villa Louis.

## Geografie
Prairie du Chien liegt inmitten des Flusstals des Mississippi auf einer Ebene, die im Westen an den Mississippi, im Süden an den Wisconsin River und im Norden und Osten an eine Reihe von steilen Felsklippen grenzt. Die Stadt hat eine Fläche von 16,4 km², von denen 14,5 km² Landfläche sind.
Im Gebiet der Stadt ändert der Mississippi gelegentlich seinen Lauf und bildet kleine Inseln. Während die meisten in kurzer Zeit wieder verschwinden, ist eine größere dieser Inseln westlich der Innenstadt von Prairie du Chien zum vierten Stadtteil von Prairie du Chien geworden, bis bei einem Hochwasser im Jahre 1965 die meisten der Inselbewohner auf höher gelegene Gebiete umgesiedelt wurden. Während der Umsiedlung wurden alle historisch bedeutsamen Gebäude ebenfalls evakuiert. Die heute „St. Feriole Island“ genannte Insel ist ein so genannter „City Park“.
Nach der Stadt wurde das Mineral Prairie du Chien Dolomit benannt, eine Form von Dolomit, die häufig im westlichen Wisconsin gefunden wurde.

## Bevölkerung
Nach der Volkszählung im Jahr 2010 lebten in Prairie du Chien 5911 Menschen in 2386 Haushalten. Die Bevölkerungsdichte betrug 407,7 Einwohner pro Quadratkilometer. In den 2386 Haushalten lebten statistisch je 2,18 Personen.
Ethnisch betrachtet setzte sich die Bevölkerung zusammen aus 93,6 Prozent Weißen, 4,5 Prozent Afroamerikanern, 0,4 Prozent amerikanischen Ureinwohnern, 0,3 Prozent Asiaten sowie 0,3 Prozent aus anderen ethnischen Gruppen; 0,9 Prozent stammten von zwei oder mehr Ethnien ab. Unabhängig von der ethnischen Zugehörigkeit waren 1,2 Prozent der Bevölkerung spanischer oder lateinamerikanischer Abstammung.
21,6 Prozent der Bevölkerung waren unter 18 Jahre alt, 60,1 Prozent waren zwischen 18 und 64 und 18,3 Prozent waren 65 Jahre oder älter. 47,6 Prozent der Bevölkerung war weiblich.
Das mittlere jährliche Einkommen eines Haushalts lag bei 36.578 USD. Das Pro-Kopf-Einkommen betrug 20.858 USD. 12,7 Prozent der Einwohner lebten unterhalb der Armutsgrenze.

## Kultur und Tourismus
Prairie du Chien weist fünf Sehenswürdigkeiten auf, die als National Historic Landmarks gelistet sind und neun, die im National Register of Historic Places vermerkt sind. Mit den in der Nachbarschaft liegenden Wyalusing State Park, Effigy Mounds National Monument und dem Pikes Peak State Park in Iowa entlang des Mississippi ist die Stadt mit ihrer reichen Geschichte ein beliebtes Touristenziel geworden.
Das Prairie Villa Rendezvous, welches die Atmosphäre eines Pelzhändliercamps aus dem 19. Jahrhundert vermitteln soll, findet seit 1975 an jedem Vatertag (in den USA am dritten Sonntag im Juni) statt und lockt alljährlich zehntausende von Besuchern an.
Im Jahre 2001 gewann Prairie du Chien landesweite Aufmerksamkeit. Es wurde der erste Jahrestag gefeiert, dass in der Silvesternacht pünktlich um 24:00 Uhr ein Karpfen von einem Kran auf die Black Hawk Avenue herunterfiel. Seitdem wird in jedem Jahr Droppin' the Carp gefeiert.

## Medien
In Prairie du Chien erscheint zweimal wöchentlich die Zeitung Courier Press. Weiterhin gibt es in der Region das lokale Werbeblatt Wisconsin-Iowa Shopping News, das wöchentlich an knapp 20.000 Haushalte und Geschäfte verteilt wird.
Das Crawford County liegt im Sendegebiet des zur ACNielsen-Gruppe gehörenden lokalen Fernsehkanals in La Crosse und Eau Claire. Im örtlichen Kabelfernsehen sind zudem Programme aus Madison (Wisconsin) sowie aus Cedar Rapids (Iowa), Waterloo (Iowa), Dubuque (Iowa) verfügbar.
Prairie du Chien ist Standort der Radiostation WQPC. Diese verfügt über eine Sendeleistung von 36 Kilowatt. Der Sender steht auf St. Feriole Island, einer Insel im Mississippi. Neben der Schwesterstation WPRE gibt es in Prairie du Chien noch eine Reihe kleinerer Stationen.

## Wirtschaft
Neben dem überdurchschnittlichen Fremdenverkehr, ist die wirtschaftliche Infrastruktur in Prairie du Chien vergleichbar mit den meisten ähnlich großen Städten des amerikanischen Mittleren Westens. Die meisten Einwohner der Stadt sind im Einzelhandel, in Dienstleistungsbetrieben und dem produzierenden Gewerbe beschäftigt.
Die größten Arbeitgeber sind 3M und Cabela’s. Auch der öffentliche Dienst gehört zu den größten Arbeitgebern. Die Justiz, die County-Verwaltung und ein Staatsgefängnis beschäftigen eine Reihe Angestellte.
Auch im Verkehrswesen sind eine größere Zahl von Menschen beschäftigt. Prairie du Chien hat einen der geschäftigsten Flusshäfen von Wisconsin, zwei Eisenbahnlinien kreuzen sich in der Stadt und ein kleiner Flughafen machen Prairie du Chien zu einem lokalen Verkehrsknotenpunkt.

## Söhne und Töchter der Stadt
- Wapello (1787–1842), Häuptling des Indianerstammes der Fox
- Jeremiah Burnham Tainter (1836–1920), Ingenieur, entwickelte das Segmentwehr (Tainter gate)
- Walter Cannon (1871–1945), Physiologe
- Barbara Bedford (1908–1981), Stummfilm- und Westernschauspielerin
- Pat Bowlen (1944–2019), Unternehmer, Besitzer der Denver Broncos
- Matthew Antoine (* 1985), Skeletonfahrer, Gewinner einer Bronzemedaille an den Olympischen Spielen 2014 in Sotschi, Russland